# Stenus exploratus
Stenus exploratus är en skalbaggsart som beskrevs av Henry Clinton Fall. Stenus exploratus ingår i släktet Stenus och familjen kortvingar. Inga underarter finns listade i Catalogue of Life.